# Massacre de Si Zerrouk
 (juillet 2011).
Si vous disposez d'ouvrages ou d'articles de référence ou si vous connaissez des sites web de qualité traitant du thème abordé ici, merci de compléter l'article en donnant les références utiles à sa vérifiabilité et en les liant à la section « Notes et références ».
Le massacre de Si Zerrouk a eu lieu dans le quartier de Si Zerrouk dans le sud de Larbaa en Algérie le 27 juillet 1997. Environ cinquante personnes ont été tuées.

## Historique
En 1997, l'Algérie était à l'apogée d'un conflit brutal civil qui avait commencé après l'annulation par l'armée en 1992 des élections remportées par le Front islamique du salut (FIS). Deux grands groupes de la guérilla islamiste, le Groupe islamique armé (GIA) et l'AIS, ainsi que plusieurs mineurs, ont été en lutte contre le gouvernement. Larbaa a été un centre majeur de la branche armée du FIS, l'Armée islamique du salut (AIS). Le GIA avait récemment déclaré la guerre à Mustapha Kartali de l'AIS, un ancien chef de GIA qui s'était séparé de lui en 1995 et devenu chef de Katibat l'AIS Errahamane brigade, qui était basée dans la région.
Durant l'après-midi du 27 juillet 1997, l'électricité s'éteignit. Cette nuit-là, un certain nombre de guérilleros armés avec des fusils, des couteaux et sabres (30 selon The Economist, 100 selon Liberté) ont fait irruption dans le quartier durant la nuit et ont commencé à casser dans les maisons et à égorger les habitants, tuant hommes, femmes et bébés, et ont brûlé des victimes vivantes. Ils ont aussi fait sauter leurs maisons. Environ 50 personnes (la plupart des journaux rapportent qu'il y aurait 47 morts ; Le Matin, 58) ont été tués.

## Analyse
Le massacre était l'œuvre présumée du GIA. Selon Robert Moore, de The Observer, cité par Ahmed Bouzid dans Zmag : « Dans le village de Larbaa l'attaque a eu lieu à 300 mètres d'une caserne militaire ». Le New York Times confirme que « l'électricité avait été coupée dans la ville avant l'assaut et l'attaque s'est produite à proximité d'une caserne de l'armée ».